# Guerra sueco-danesa (1813-1814)
La Guerra sueco-danesa también llamada La campaña de Carlos Juan contra Dinamarca, o conocida como la Guerra por Noruega (en danés: Kampen om Norge). Fue la campaña de la Coalición contra Dinamarca-Noruega liderada por el príncipe heredero sueco Carlos XIV Juan de Suecia, y marcó el último gran conflicto entre Dinamarca y Suecia. La guerra formó parte de la campaña de Suecia contra el Imperio Francés, que, tras su victoria en la  Batalla de Leipzig, centró su atención en el último aliado de Napoleón, el Reino de Dinamarca-Noruega. Dinamarca fue invadida a través de sus ducados alemanes, que posteriormente fueron ocupados. En el tratado de paz, Dinamarca se vio obligada a ceder Noruega a Suecia, poniendo fin a los 400 años de unión personal entre ambos reinos.

## Trasfondo
La Guerra sueco-danesa (1808-1809) finalizó sin ganador La invasión Sueca de Noruega fracaso, en parte a las duras condiciones climáticas de noruega, pero también debido a la guerra finlandesa. En las negociaciones de paz posteriores a la guerra, los diplomáticos rusos señalaron a Noruega como una "obvia compensación territorial" por Finlandia. Aunque Dinamarca y Rusia tenían una alianza, se estaba volviendo evidente que Dinamarca dependía más de Rusia que Rusia de Dinamarca. La guerra con Rusia significó que Suecia no tenía una infantería tan fuerte, pero el príncipe heredero a la corona, logró remplazar a los soldados caídos con nuevos y educados soldados.
La última guerra Sueco-Danesa demostró a Carlos Juan que, si quería noruega, necesitaría una nueva estrategia. Primero, propuso una invasión a Selandia, pero sus aliados de la coalición, sugirieron en su lugar aprovechar la derrota de Napoleón en Rusia. El plan en lugar de luchar contra Napoleón en el continente Europeo (específicamente en Alemania), después marchar hacia los ducados de Dinamarca y Noruega, así presionarían a  Federico VI de Dinamarca a ceder Noruega. La idea era intentar establecer una buena relación con los noruegos, y así evitar un frente noruego, cuando Dinamarca se enteró de esto envío al príncipe heredero (Cristián VIII de Dinamarca), para asegurar la lealtad de los noruegos, pero también para prepararse en tomar el trono.
Dinamarca-Noruega estaba bajo presión militar en ese momento. Por los últimos seis años había estado en guerra con el Reino Unido, lo que resultó en la incapacidad de ejercer su poder naval, ya que su flota fue capturada durante la Guerra de las Cañoneras. Por otro lado, El ejército Danés había perdido apenas tropas en las 
Guerras napoleónicas, y era bastante fuerte cuando fue desplegado en el norte de Alemania en 1813. Estaba compuesto por 
veteranos, hombres físicamente fuertes y con educación militar.

### Apoyo extranjero
Dinamarca para 1812 seguía aliado con Napoleón, y el rey danés Federico VI había firmado, había firmado un acuerdo de defensa secreto con Francia en el tratado de Fontainebleau, en el cual puso a disposición 10.000 soldados, el tratado nunca se cumplió.
Francia había comenzado a retirarse de Rusia en 1812, y Rusia avanzaba ahora por Europa central en busca de aliados. Rusia propuso que Dinamarca se uniera a la coalición. Como compensación por Noruega, Dinamarca recibiría las Liga Hanseática, la costa norte de Alemania y los Países Bajos Esto se hizo principalmente porque Austria buscaba nuevos aliados para convertirse en la potencia líder de la coalición. Dinamarca rechazó ambas propuestas para mantener su integridad territorial.
Las potencias de la Coalición buscaron, en cambio, obtener la ayuda de Suecia para derrotar a Napoleón, algo que Carlos Juan estaba dispuesto a proporcionar a cambio de apoyo para conquistar Noruega. En marzo, Suecia y el Reino Unido firmaron un tratado en el que Suecia prometió contribuir con 30.000 hombres a la campaña contra Napoleón, y el Reino Unido prometió ayudar a Suecia con subsidios para una invasión de Noruega. Más tarde, en abril, concluyeron un tratado con Prusia, en el que Prusia se comprometió a enviar un cuerpo de 27,000 hombres para luchar junto al ejército sueco y, bajo ciertas condiciones, a contribuir con tropas para la subyugación de Noruega.

## La guerra
El príncipe Carlos Juan había dejado Suecia y reunió un ejército de 50.000 tropas para invadir Dinamarca a través del río Elba por Holstein, y así conquistar al último aliado de Napoleón. Se enfrentó a una pequeña fuerza comandada por el príncipe Federico de Hesse, que había tomado posiciones defensivas cerca de Oldesloe así como una defensa combinada Franco-Danesa en el Canal de Stecknitz. Desembarco en Pomerania el 17 de mayo, pero fue informado que ni Rusia o Prusia habían proporcionado los cuerpos de relevo acordados, además, el Reino Unido veto una operación sueca separada en Holstein.
Los suecos cruzaron el Elba el día anterior en Boizenburg, que en ese momento estaba fortificado por tropas francesas. Las tropas francesas decidieron ir a Hamburgo en vez de enfrentar a los suecos en Stecknitz. Los soldados daneses recibieron noticias de un ataque sueco en el Canal de Stecknitz, y recibieron órdenes de retirarse también.
Antes de la llegada del príncipe sueco Carlos Juan, el general ruso Ludwig von Wallmoden-Gimborn enfrentó a los daneses en Boden. La batalla hizo retroceder a los daneses hacia Tonnendorf. El príncipe Federico de Hesse movió a sus tropas hacia Segeberg en camino hacia Kiel. El 7 de diciembre, las tropas danesas bajo el mando del príncipe Federico de Hesse lucharon contra las tropas suecas lideradas por Anders Fredrik Skjöldebrand en Bornhöved, La Batalla de Bornhöft término con una victoria sueca, aun así los daneses aseguraron su camino a Kiel, y las tropas suecas desplazaron a los 5000 habitantes de Bornhöved, y establecieron un campamento en el lugar.
Mientras el ejército danés estaba en Kiel, recibieron noticias de que El ejército del norte se dirigía hacia Rendsburg. El príncipe Federico decidió enfrentar al ejército del norte en Rendsburg, pero en el camino se encontró con Ludwig von Wallmoden-Gimborn en Sehestedt, con un ejército de aproximadamente 10.000 soldados, Los daneses ganaron la Batalla de Sehestedt y aseguraron su camino hacia Rendsburg. La deserción se convirtió en un problema creciente después de la Batalla de Bornhöft (1813) y se agravó aún más mientras el ejército danés estaba estacionado en las ciudades fortificadas de Glückstadt y Rendsburg, especialmente entre los regimientos de Holstein. Para los habitantes de Holstein, estar aliado con Napoleón era imprudente, la guerra se volvió más impopular entre civiles y soldados.
Se firmó un alto al fuego entre la coalición y Dinamarca el 15 de diciembre hasta el 29 de diciembre.

### Ocupación de Schleswig y Holstein

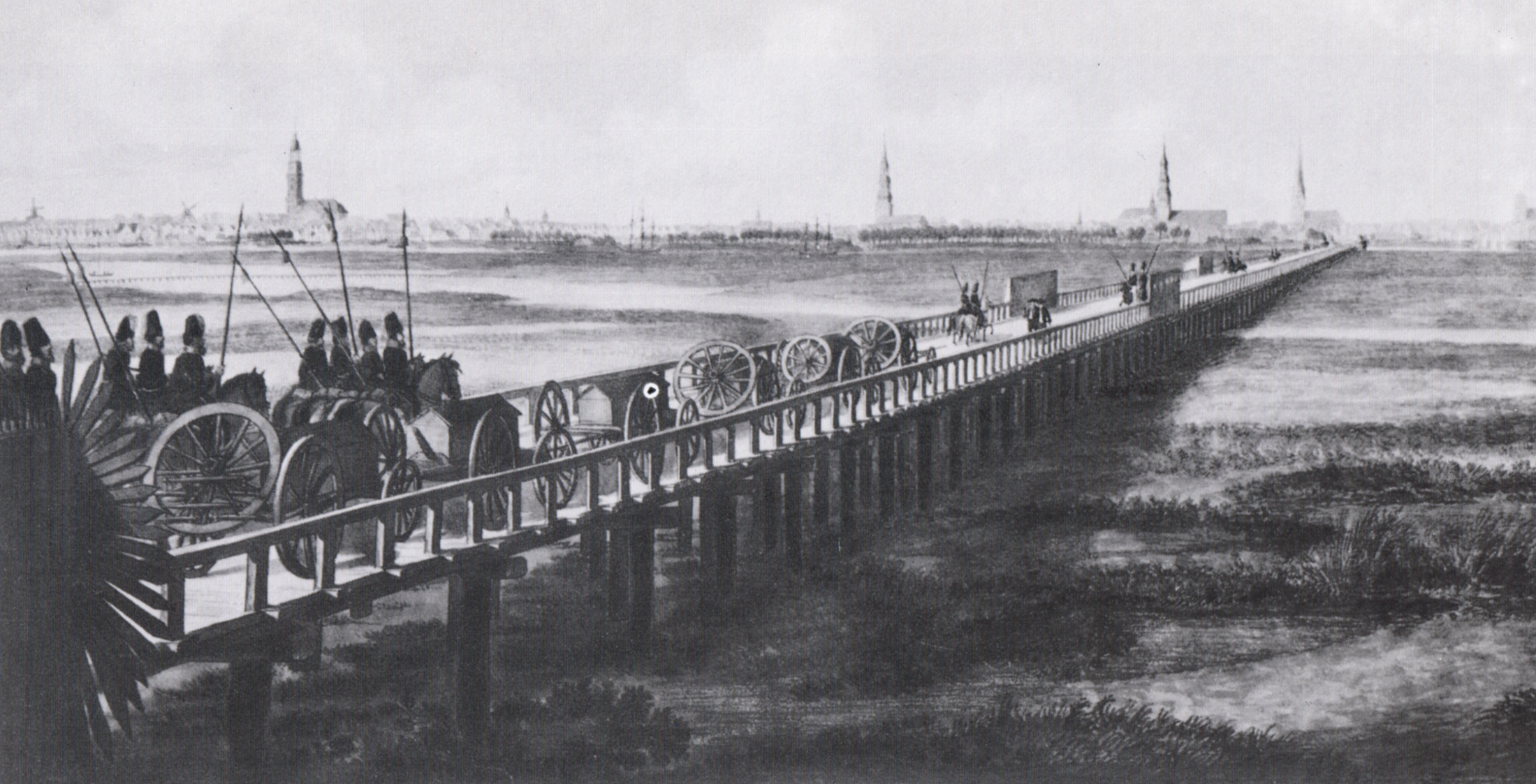
Tropas rusas cruzando el río Río Elba durante la Guerra sueco-danesa

Cuando el armisticio finalizó el 5 de enero de 1814, un ejército cosaco ruso de aproximadamente cuatro regimientos se movió a través del Ejder hasta la ciudad de Schleswig los días 5 y 6 de enero, y luego se movió hacia Flensburgo el día 6, Aabenraa en el día 7, Haderslev en el día 8. Fueron seguidos por caballería sueca. El ejército de la Coalición fue tan abrumador que la población local en Schleswig y Holstein apenas se resistió a la ocupación. Las tropas suecas se movieron a través de Schleswig-Holstein hasta la Selva Dánica mientras las tropas rusas, se quedaron y ocuparon Holstein. 
La ocupación de la selva y el resto de Schleswig fue relativamente ligero en comparación a Holstein. Las tropas suecas ocuparon Gettorf se dice que se comportaron respetuosamente, incluso compartiendo alcohol con el sacerdote de Gettorf. Las tropas suecas también visitaron Gettorf después del Tratado de Kiel. La ocupación de Holstein procuraba poner presión a Federico VI de Dinamarca, pero el rey se negó a dar Noruega. En una declaración emitida por Federico durante la Navidad, expresó lo siguiente sobre la ocupación:

Pueden saquear Schleswig y Jutlandia, pero no pueden quitarme Noruega si no estoy dispuesto a cederlo.
-Federico VI

En mayo de 1814, tras la ocupación de Schleswig y Holstein, se organizó una colecta para ayudar a los habitantes locales. Toda Dinamarca contribuyo a pesa de la bancarrota. Federico VI hizo una comisión para determinar cuánto habían sufrido las personas de Schleswig y Holstein. La comisión estimó la cifra en 10 millones de rigsdaler. La población de los ducados disminuyó, con 1.000 personas falleciendo como resultado de la ocupación.
La ocupación dejó un impacto duradero en la población local. En Schleswig y Holstein, la ocupación se recordó como el invierno Sueco o el invierno Cosaco.

## Consecuencias
No fue hasta que las tropas suecas llegaron a Holstein cuando Federico VI accedió a negociar la paz. Dado que las tropas suecas estaban en Kiel en ese lugar se llevarían a cabo las negociaciones.
En las negociaciones entre Dinamarca y Reino Unido, se decidió que Dinamarca y Noruega tendría que ceder la isla de Heligoland al Reino Unido. A cambio, el Reino Unido se retiraría de los territorios ocupados de Anholt, India danesa, y las Indias Occidentales Danesas. Dinamarca también se uniría a la Coalición y enviaría un ejército de 10.000 tropas que estarían bajo el mando del comandante Bernadotte (príncipe de Suecia), por lo cual recibirían un Subsidio de 400.000 libras.
En las negociaciones entre Dinamarca y Suecia, se decidió que Dinamarca cedería Noruega (sin sus dependencias) hacia Suecia. A cambio, Dinamarca ganaría la Pomerania Sueca y  Rügen los cuales luego intercambiaron con Reino de Prusia por el Ducado de Sajonia-Lauenburgo en el Congreso de Viena, además de una indemnización de 1 millón de rixdollars.